# 中国男子篮球职业联赛最佳防守球员
中国男子篮球职业联赛最佳防守球员是中国男子篮球职业联赛每个赛季评选的最佳防守球员，这一奖项从2019年开始设置。

## 历史
2014-15赛季曾有“美孚速霸CBA年度最佳防守球员”评选，安德雷·布拉切当选。

## 获奖名单
| 赛季    | 姓名        | 国籍 | 球队         |
| ------- | ----------- | ---- | ------------ |
| 2018-19 | 易建联      | 中国 | 广东东莞银行 |
| 2019-20 | 周琦        | 中国 | 新疆伊力特   |
| 2020-21 | 周鹏（2）   | 中国 | 广东东莞大益 |
| 2021-22 | 沈梓捷      | 中国 | 深圳马可波罗 |
| 2022-23 | 沈梓捷（2） | 中国 | 深圳马可波罗 |
| 2023-24 | 杨瀚森      | 中国 | 青岛国信水产 |
| 2024-25 | 孙铭徽      | 中国 | 浙江方兴渡   |